# Trashumancia

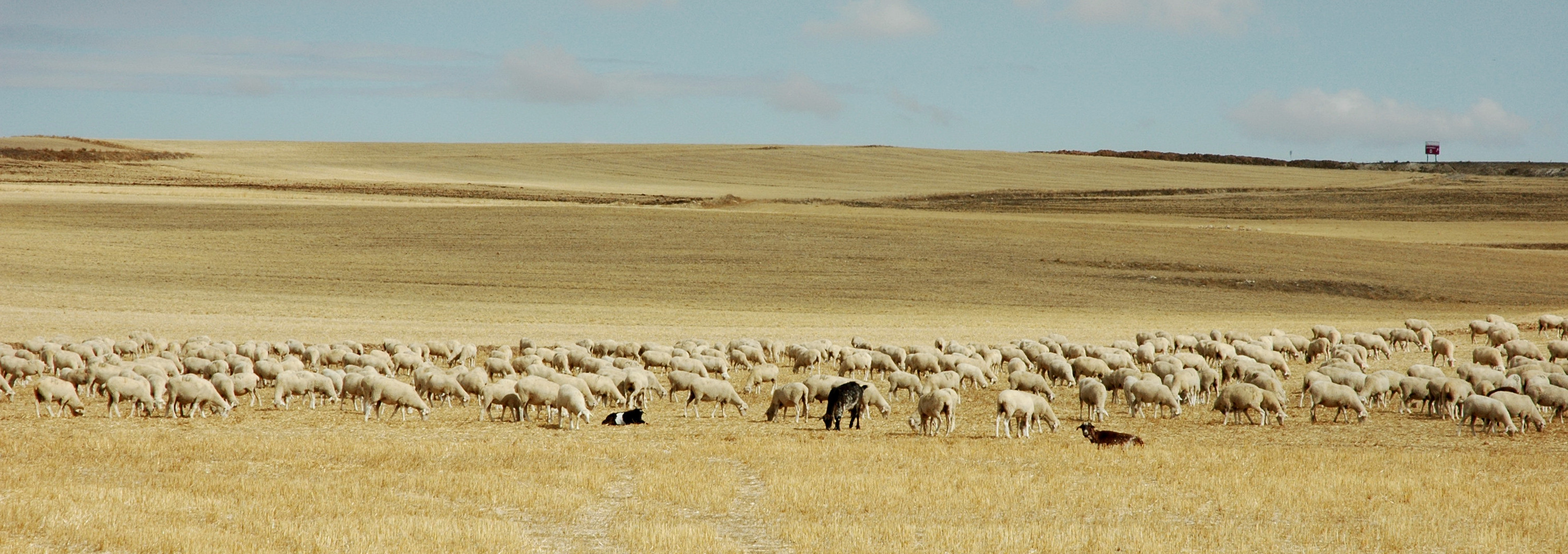
Ovejas en Castilla-La Mancha.

La trashumancia se define como un tipo de pastoreo en continuo movimiento, adaptándose en el espacio a zonas de productividad cambiante. Se diferencia del nomadismo en tener asentamientos estacionales fijos y un núcleo principal fijo (pueblo) del que proviene la población que la practica. Se calcula que esta actividad, sumada a la de la ganadería nómada, ocupa a unos 100-200 millones de personas en el mundo; los terrenos explotados bajo estos sistemas representan aproximadamente 30 millones de km², o el doble de las tierras dedicadas a la agricultura.

## Bases ecológicas

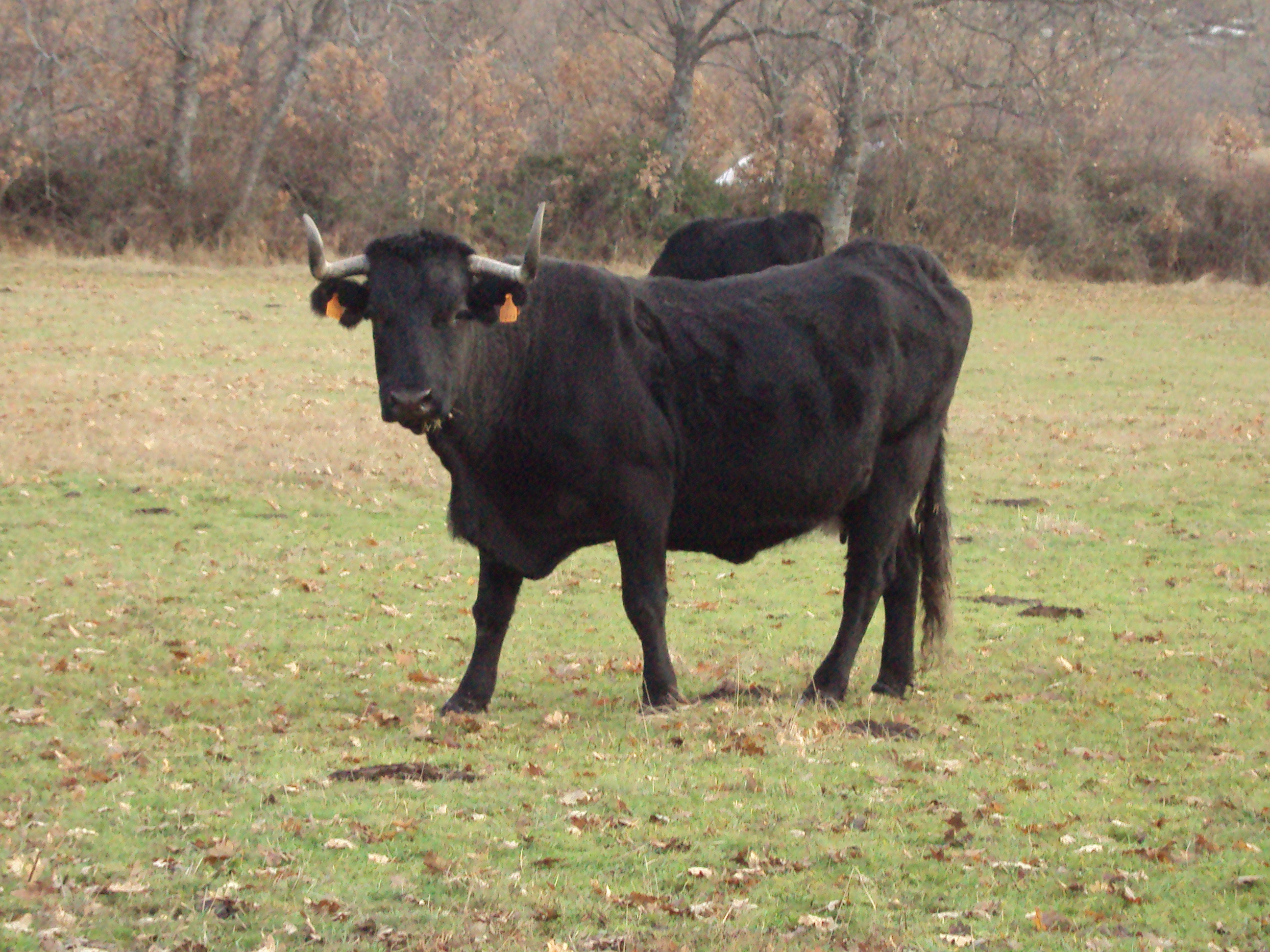
Vaca de pura raza avileña negra ibérica, de carne excelente, cuyos rebaños aún practican la trashumancia a través de la Cañada Real Leonesa Occidental.

La práctica de la trashumancia tiene su base en dos fenómenos naturales relacionados entre sí: las diferencias en producción primaria provocadas por las estaciones y la migración animal.
Las diferencias climáticas entre estaciones provocan una producción primaria diferencial que generalmente es más dura entre invierno y verano, aunque en latitudes tropicales la diferencia puede estar entre la estación seca y la húmeda. En ocasiones, existen áreas con productividad primaria elevada durante todo el año que están relativamente próximas a zonas con productividad localizada durante sólo una época del año. En ese caso, la trashumancia tiene una doble lógica: por una parte, se puede dejar descansar o segar el pasto durante un tiempo allí donde crece todo el año, aumentando la reserva de biomasa para otras estaciones; por otra parte, se ha observado que los pastos de zonas con fuerte sequía estacional son más nutritivos que aquellos que disponen de precipitación todo el año, llegando incluso los herbívoros a ajustar sus épocas de parto para estar en estos pastizales altamente nutritivos. Ejemplos de esta situación pueden ser ciertos sistemas tropicales con zonas de clima ecuatorial y otras de clima monzónico, o bien sistemas de zonas templadas con áreas de valle, donde el frío no es tan intenso como para detener el crecimiento vegetal, y áreas de montaña cubiertas de nieve en invierno.
En otros casos, en ciertas zonas la productividad primaria alcanza picos de producción en invierno y en verano se reduce prácticamente a cero. En otras zonas relativamente próximas el patrón de productividad es el inverso, sin producción en invierno pero con picos de producción en verano. Es el caso de muchos sistemas mediterráneos, ya sea por trashumancias de corta distancia o trasterminancias, implicando transiciones montaña-valle, o trashumancias largas como la existente entre las dehesas de Extremadura y la Cordillera Cantábrica. La variabilidad climática del mediterráneo y, en especial, la intensa sequía estival ha hecho que históricamente la trashumancia haya sido muy importante en la región.
Las migraciones de herbívoros salvajes son muy comunes en el mundo, especialmente en aquellas regiones con condiciones climáticas cambiantes. Sin embargo, la migración implica tanto un gran gasto de energía como correr riesgos que los animales sedentarios no confrontan, así como la adquisición de caracteres evolutivos como la capacidad de orientación. Sin embargo, observamos que en pastizales los herbívoros migratorios superan en un orden de magnitud a los sedentarios. La causa está en que la capacidad de carga del ecosistema viene dada por la cantidad de alimento en los periodos de escasez, aunque escapar de depredadores, por lo general no migratorios, también podría contribuir a las ventajas de la migración. Esta lógica ecológica habría sido seguida por los antecesores de los herbívoros domésticos, cuyas poblaciones habrían sido sustituidas y desplazadas paulatinamente por las de sus descendientes domésticos que les habrían conducido a la extinción, de forma paralela a como se ha observado en tiempos recientes con los renos. Las trazas de esas rutas seguidas por los herbívoros salvajes serían aún hoy visibles en los caminos ganaderos conservados hasta el presente. Los cazadores convertidos en ganaderos habrían usado así el conocimiento ecológico de los animales para mantener cabañas ganaderas más grandes. Esta misma lógica es la que ha mantenido hasta hoy en día la trashumancia en algunos países desarrollados.
En resumen, la trashumancia deriva de la lógica económica y ecológica de aprovechar picos de productividad que existen en lugares y momentos diferentes, y de la existencia de migraciones de herbívoros salvajes previamente a la domesticación de los ungulados domésticos, que proporcionó el conocimiento para llevarla a cabo.

## Extensión en el mundo

### África
Las zonas semiáridas de África han sido aprovechadas en régimen de trashumancia los últimos milenios por grupos como los Fulani en la región oeste, los Masái al este, diversos grupos pastoralistas en torno al lago Turkana o los Jie en Uganda. Sin embargo, en los últimos años estas zonas han sufrido cambios de uso provocados por el establecimiento de administraciones post-coloniales. Las administraciones han buscado, y en muchos casos conseguido, el asentamiento de muchos grupos nómadas en torno a pozos de agua, provocando crisis ecológicas y humanitarias por el uso insostenible y posterior agotamiento de los pastos.
En África Oriental la trashumancia sigue activa en la zona del Sahel. Así mismo, en el Magreb existen sistemas trashumantes de montaña asociados a la cultura bereber y sistemas de llanura en zonas más áridas practicados por población de origen árabe.

### América
Constituye una práctica de antiguo origen en los Andes latinoamericanos con características específicas en cada ámbito geográfico. Su historicidad es anterior a la colonización, tal como lo atestiguan los estudios arqueológicos. Fue practicada por un pueblo originario de Argentina y Chile llamado diaguitas. Se ha registrado esta dinámica en las representaciones de ganado (llamas, alpacas, guanacos y vicuñas) y las señales del paso de animales, tanto en pinturas rupestres como en cerámicas. De todas las especies autóctonas sudamericanas la más importante de la puna andina fue la llama, que sirvió para el transporte de alimentos y bienes hasta los siglos XVII y XVIII y paulatinamente fue remplazada por los mulares.
En la actualidad, el pastoreo trashumante se practica, al menos, en EE. UU., la Argentina, en Chile, en el Perú, en Bolivia, y Venezuela, así como en el Pantanal brasileño.⁴ Principalmente implica el movimiento de cabezas de vacuno en los Llanos, en el Pantanal y parte de Argentina, mientras que los camélidos se usan más en el Altiplano.
Los mapuches que viven en la zona sur de Neuquén (Argentina) practican lo que llaman la "veranada" y la "invernada", desplazándose con su ganado hacia las tierras bajas sin nieve en el invierno, y regresando a terrenos más cercanos a las cumbres, en verano. donde crecen pastos y brotes tiernos luego de las nevadas. Los pehuenches, un subgrupo de los mapuches que vive en zonas cordilleranas de Chile y Argentina, suma a lo antes dicho la recolección de piñones, semillas de Araucaria araucana, durante las veranadas.
Los chivos forman gran parte de la trashumancia del norte neuquino y en los valles de la Cordillera Central, de las Provincias de Mendoza y San Juan, mientras que la oveja es usada en las llanuras patagónicas. La trashumancia en Suramérica es propia tanto de ganaderos indígenas como criollos.

### Asia
El Himalaya crea condiciones óptimas para la trashumancia tanto en su vertiente sur, donde Nepal presenta una amplia variedad de pueblos pastores, como en la norte, donde el Tíbet es posiblemente el máximo exponente de la trashumancia de montaña en China. En ambos casos, la utilización del yak es fundamental para adaptarse a las condiciones locales. La región del Altái, la cordillera del Pamir o el Karakorum, el Hindú Kush, el Cáucaso, las montañas de Anatolia o los montes Zagros son otros ejemplos de montañas que albergan grandes sistemas trashumantes. En el caso de los montes Zagros, la evidencia arqueológica sugiere que son el origen de las primeras trashumancias.
Asia también tiene grandes ecosistemas áridos, en algunos de los cuales se han establecido sistemas de producción trashumantes, como en Mongolia o en Asia Central, mientras que las economías asociadas a los renos también presentan movilidad trashumante.

### Europa
La trashumancia europea es la más y mejor documentada. Esto viene dado tanto por la tradición milenaria existente como por el desarrollo económico europeo y la elevada inversión en investigación. De hecho, en España fue nombrada Patrimonio Cultural Inmaterial en 2017, y la UNESCO reconoció en 2019 la tradición milenaria de la trashumancia en Austria, Italia y Grecia como Patrimonio Cultural Inmaterial de la Humanidad.
La trashumancia en Europa se concentra en la actualidad en los sistemas montañosos, pues el continente presenta en general climas húmedos y la lógica económica de la producción móvil es más fuerte en sistemas de producción vegetal marginal. Las montañas con práctica importante de la trashumancia incluyen Escandinavia, los Alpes, los Cárpatos, los Balcanes y las montañas de la cuenca mediterránea.

### Oceanía
Los Alpes australianos tienen una importante tradición trashumante, dada la importancia económica del pastoreo en el país y las condiciones favorables que dichos montes presentan para la práctica trashumante. La práctica extendida durante los siglos XIX y XX es atestiguada por las antiguas chozas y vías pecuarias (stock routes) que aún quedan en la zona.
El carácter árido del Outback australiano ha forzado a la industria ganadera local a adoptar sistemas móviles a partir de concepciones inicialmente sedentarias. En esta adaptación, el papel de la cultura aborigen fue fundamental, al aportar un íntimo conocimiento de los recursos naturales en la geografía local; por otro lado, el cambio de modo de vida desde la caza y la recolección hacia el pastoreo representaba para los aborígenes una transición mucho menos traumática que hacia la agricultura, al adaptarse su sistema cultural mucho mejor a los conocimientos requeridos.

## Importancia económica y social y problemas
Dada la dificultad de distinguir entre trashumancia y ganadería en general, es también complicado distinguir su importancia económica. No obstante, se puede realizar una distinción sobre la base de su práctica tradicional, el pastoralismo, que implica movimientos trashumantes o nómadas, y el ranching o explotaciones comerciales modernas. En ese caso, podemos excluir la trashumancia del continente americano y de Oceanía. Observamos entonces que la importancia económica medida en producción de bienes de mercado es muy pequeña en países industrializados, como España, no superando el 0,2% del PIB. En países en vías de desarrollo, sin embargo, puede alcanzar el 30% en Mongolia, el 20% en Kirguistán o el 10% en Mali.
A la importancia económica del pastoralismo también hay que sumar los valores no cuantificados por el mercado, que pueden exceder el valor monetario con creces. En esta categoría entran valores económicos indirectos, como puede ser la protección contra incendios, la mitigación de emisión de gases de efecto invernadero o de la erosión. Pero también entrarían valores incuantificables monetariamente, como puede ser la protección de la biodiversidad o los valores culturales asociados, que se perderían definitivamente si la trashumancia desapareciera y que no podrían ser repuestos mediante ninguna inversión económica. La influencia de la transhumancia en las artes, sobre todo en la pintura, con pintores de proyección internacional como Troyon o Albert Charpin, que dedicaron su trabajo a exponer esta población en sus escenarios naturales con los animales habituales, le dio un valor agregado a esta práctica. Un valor indirecto que a menudo se tiene poco en cuenta es el mantenimiento de infraestructuras rurales, especialmente importante en el caso de ganados móviles. La presencia de infraestructuras y población en el medio rural hace que exista la posibilidad de dar otro tipo de servicios, como turismo o apoyo al transporte por carretera (por ejemplo un taller mecánico para reparaciones de urgencia).
Los problemas enfrentados a nivel mundial tienen que ver con la intensificación del sector primario y con el envejecimiento y el abandono de las comunidades rurales. La búsqueda de una productividad más alta en detrimento de la calidad provoca el abandono de prácticas tradicionales. Esta tendencia es general cuando ocurre el desarrollo económico de los países, lo que provoca el abandono rural. Si a esto le sumamos el bajo prestigio social de la profesión ganadera tenemos como consecuencia un éxodo de las personas jóvenes del campo y un envejecimiento en la profesión por falta de relevo generacional. Lo grave de esta crisis por envejecimiento es que la trashumancia tiene una gran componente de aprendizaje tradicional de padres a hijos cuya cadena de transmisión, una vez rota, es irrecuperable.

## Tipos de trashumancia
La trashumancia se suele clasificar sobre la base de su longitud o bien sobre la base de dónde está ubicado el núcleo principal de residencia de la población que la practica.

## Trashumancia en España

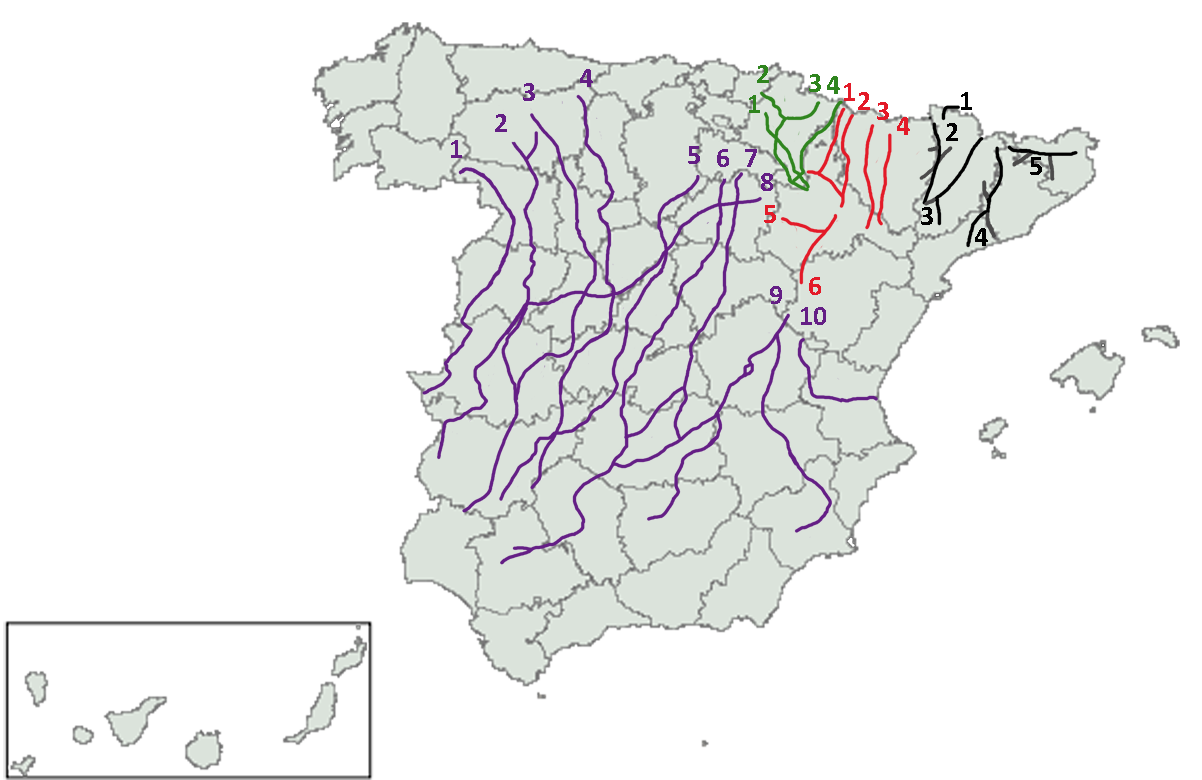
Principales vías pecuarias de los diferentes reinos españoles.

En España, la trashumancia es el paso del ganado y sus pastores de las dehesas de verano a las de invierno, o viceversa. En España este movimiento de ganado se realiza mediante un sistema de caminos que reciben el nombre de vías pecuarias o cañadas en Castilla y León o Extremadura, cabañeras en Aragón y Navarra (donde también se usa el término euskera de ardebideak), azagadores en la Región de Murcia y en la Comunidad Valenciana (donde también se usa el término en lengua valenciana de assagadors), carrerades en Cataluña, etc.
Es un método extensivo de sistema agrario ya que se trabaja únicamente con ganado, sin parcelas, en grandes extensiones de terreno que van variando para no producir la desertificación por sobrepastoreo (único problema ambiental que presenta). La tecnología históricamente ha sido muy rudimentaria, ya que las explotaciones se encuentran lejanas a los pueblos, aunque en los últimos años se ha visto beneficiada por los avances en telefonía móvil y GPS. Históricamente trabajaban con el ganado para consumo propio, dado que el mayor valor añadido se obtenía de la venta de la lana. Este comercio daría origen a la Mesta. El Honrado Concejo de la Mesta lo creó el rey Alfonso X el Sabio en 1273. Era una organización ganadera que trataba de organizar los rebaños trashumantes. Esta organización no desapareció hasta el siglo XIX. La caída del precio de la lana en los últimos tiempos ha hecho que hoy en día la actividad sea sustentada por la venta de carne. El territorio es generalmente propiedad del estado y la fuente de energía utilizada es el fuego.
Históricamente, la trashumancia en España se ha realizado a pie, pero a partir de mediados del siglo XIX se introduce el ferrocarril. Este comenzaría a ser a su vez substituido por el camión cincuenta años más tarde, pero la trashumancia aún era mayoritariamente realizada a pie hasta los años 1950.
Recientemente, las localidades de Malpartida de Cáceres (Cáceres), Oncala (Soria) y Guadalaviar (Teruel) han creado museos dedicados a la trashumancia.
También se denomina con este término al movimiento de colmenas de una localización a otra. La apicultura trashumante es la que realizan los apicultores que movilizan sus colmenas según un gradiente térmico que repercute sobre la floración de interés apícola (flora apícola), pudiendo ser este gradiente:
- latitudinal
- longitudinal
- altitudinal

## Patrimonio Cultural Inmaterial de la Humanidad
En diciembre de 2023, la UNESCO declaró la trashumancia estacional como Patrimonio Cultural Inmaterial de la Humanidad. por “contribuir a la inclusión social, al fortalecimiento de la identidad cultural y a los lazos entre familias, comunidades y territorios”.
La candidatura internacional de la trashumancia, liderada por España, reconoce esta modalidad de pastoreo también en Albania, Andorra, Croacia, Francia, Luxemburgo y Rumanía y se suma así, al reconocimiento que ya disfrutaba en Austria, Grecia e Italia desde 2019.